# Rob Roos
R.B.S. (Rob) Roos (Rotterdam, 2 augustus 1966) is een Nederlands ondernemer en politicus. Van 2 juli 2019 tot en met 15 juli 2024 was hij lid van het Europees Parlement binnen de fractie van de Europese Conservatieven en Hervormers (ECH). Hij was in het verleden actief voor Forum voor Democratie (FVD) en JA21.

## Loopbaan
Roos is geboren in 1966. Voordat hij actief werd in de politiek was hij ondernemer in de energie- en telecombranche.
Bij de Provinciale Statenverkiezingen van 2019 werd hij namens FVD gekozen als lid van de Provinciale Staten van Zuid-Holland.
Bij de Europese verkiezingen van 2019 werd hij gekozen als lid van het Europees Parlement; in verband hiermee beëindigde hij zijn lidmaatschap van de Provinciale Staten op 3 september 2019.
In december 2020 zegde hij zijn lidmaatschap van FVD op. Later die maand werd hij lid van de nieuwe partij JA21, een afsplitsing van FVD. Dit bleef hij tot 2023, toen hij samen met onder anderen Europarlementariër Rob Rooken uit de partij stapte. Na deze afsplitsing bleven zij samen onafhankelijk Europarlementariër binnen de ECH-fractie. Beiden bleven lid tot en met het einde van de zittingsperiode 2019-2024, op 15 juli 2024.
- Parlement.com: vkx0eulk29f8